# Конфлікт щодо суверенітету Фолклендських островів
Аргентина та Велика Британія оспорюють суверенітет Фолклендських, або Мальвінських (ісп. Islas Malvinas) островів. Претензії Британії на суверенітет сягають 1690 року, коли вони здійснили першу зареєстровану висадку на острови, і Сполучене Королівство зберігає де-факто суверенітет над архіпелагом майже безперервно з 1833 року. Аргентина довгий час приховувала це підтвердження, контролюючи острови протягом кількох років після 1833 року. Суперечка загострилася в 1982 році, коли Аргентина вторглася на острови, що прискорило Фолклендську війну.
| Квітень 1764 — лютий 1767    | Французьке королівство              |
| Січень 1765 — липень 1770    | Велика Британія                     |
| Лютий 1767 — лютий 1811      | Іспанія                             |
| Вересень 1771 — травень 1774 | Велика Британія                     |
| Лютий 1811 — серпень 1829    | ніхто                               |
| Серпень 1829 — грудень 1831  | Об'єднані провінції Ріо-де-ла-Плати |
| Грудень 1831 — січень 1832   | Сполучені Штати Америки             |
| Січень—грудень 1832          | ніхто                               |
| Грудень 1832 — січень 1833   | Аргентина                           |
| Січень—серпень 1833          | Велика Британія                     |
| Серпень 1833 — січень 1834   | ніхто                               |
| Січень 1834 — квітень 1982   | Сполучене Королівство               |
| Квітень—червень 1982         | Аргентина                           |
| Червень 1982 — нині          | Сполучене королівство               |

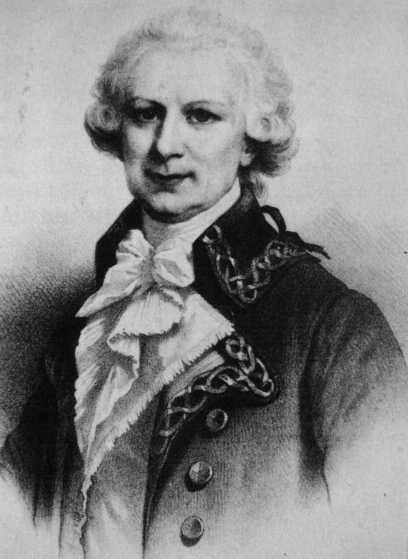
Французький дворянин Луї Антуан де Бугенвіль

Франція була першою країною, яка заснувала постійне поселення на Фолклендських островах, заснувавши в 1764 році французький дослідник Луї Антуан де Бугенвіль Порт-Сен-Луїс на Східному Фолкленді Французька колонія складалася з невеликого форту та кількох поселень із населенням близько 250 осіб. Острови були названі на честь бретонського порту Сен-Мало як Малуїнські острови, що залишається французькою назвою для островів. У 1766 році Франція погодилася залишити острови Іспанії, а Іспанія відшкодувала де Бугенвілю та компанії Сен-Мало вартість поселення. Франція наполягла на тому, щоб Іспанія зберегла колонію в Порт-Луї, щоб не дати Великій Британії претендувати на право власності на острови, і Іспанія погодилася.
У 1493 році папа Олександр VI видав папську буллу Inter caetera, яка поділяла Новий Світ між Іспанією та Португалією. Наступного року Тордесільяський договір між цими країнами погодив, що лінія розділу між ними повинна проходити в 370 льє на захід від островів Кабо-Верде. Фолклендські острови лежать на західній (іспанській) стороні цієї лінії.
Іспанія заявила, що Фолклендські острови перебувають під контролем положень Утрехтського договору 1713 року, який встановив межі Іспанської імперії в Америці. Однак договір лише обіцяв відновити території в Америці, які утримувалися до війни за іспанську спадщину. Фолклендські острови не були утримані в той час і не згадувалися в договорі. Коли Іспанія відкрила британські та французькі колонії на островах, між претендентами спалахнув дипломатичний конфлікт. У 1766 році Іспанія та Франція, які на той час були союзниками, домовилися, що Франція передасть Порт-Сент-Луїс, а Іспанія погасить вартість врегулювання. Франція наполягала на тому, щоб Іспанія зберегла колонію в Порт-Луї і таким чином не дозволила Великій Британії претендувати на право власності на острови, і Іспанія погодилася. Відносини Іспанії та Великої Британії на той час були непрості, і відповідної домовленості досягнуто не було.
Іспанці захопили Порт-Сент-Луїс і в 1767 році перейменували його в Пуерто-Соледад. 10 червня 1770 року іспанська експедиція вигнала британську колонію в Порт-Егмонті, і Іспанія взяла де-факто контроль над островами. Іспанія та Велика Британія були близькі до війни через це питання, але замість цього 22 січня 1771 року уклали договір, який дозволяв британцям повернутися до Порт-Егмонта, не відмовляючись від претензій на суверенітет. Британці повернулися в 1771 році, але пішли з островів в 1774 році, залишивши прапор і меморіальну дошку, що символізували їхню претензію на право власності, і залишивши Іспанію під фактичним контролем.:25
З 1774 по 1811 рік острови були частиною віце-королівства Рівер Плейт. У той період було призначено 18 губернаторів, які керували островами. У 1777 році губернатор Рамон де Карасса отримав наказ знищити останки в Порт-Егмонті. Британську табличку зняли та відправили до Буенос-Айреса.:51
Іспанські війська залишалися в Порт-Луї, відомому тоді як Порт-Соледад, до 1811, коли губернатор Пабло Гільєн Мартінес був відкликаний назад до Монтевідео, коли революційні сили поширювалися континентом. Він залишив після себе меморіальну дошку, яка стверджувала про суверенітет Іспанії.

### Британські поселення

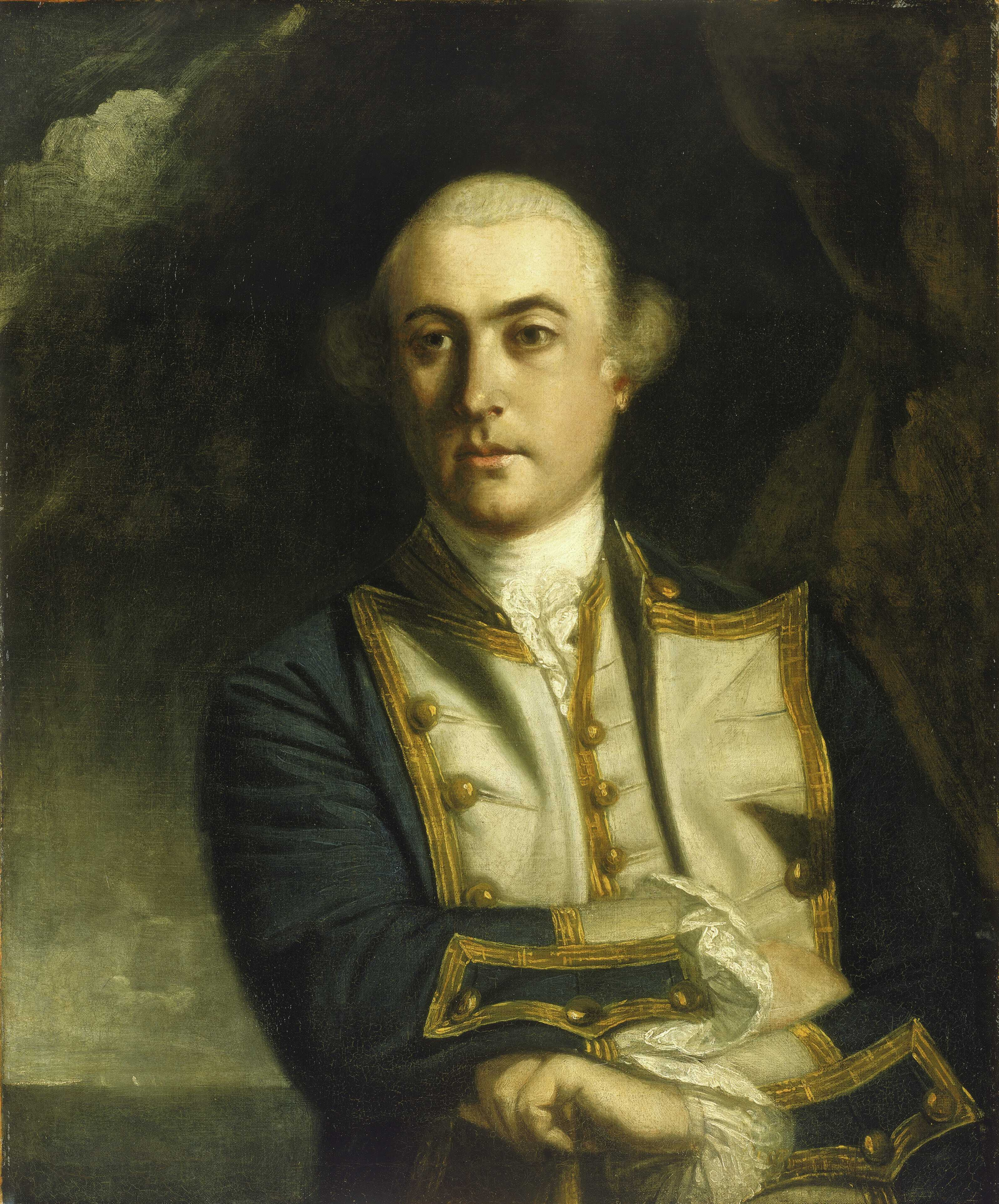
Британський королівський морський капітан Джон Байрон

Британці вперше висадилися на Фолклендських островах у 1690 році, коли капітан Джон Стронг проплив через Фолклендський залив, назвавши цей протоку на честь Ентоні Кері, 5-го віконта Фолклендського, першого лорда Адміралтейства того часу. Британці дуже хотіли заселити острови, оскільки вони могли стати стратегічною військово-морською базою для проходу навколо мису Горн. У 1765 році капітан Джон Байрон висадився на острові Сондерс. Потім він досліджував узбережжя інших островів і заявив, що архіпелаг належить Британії. Наступного року капітан Джон Макбрайд повернувся на острів Сондерс і побудував форт під назвою Порт-Егмонт. Британці пізніше:30–31відкрив французьку колонію в Порт-Сен-Луї (заснована 1764), поклавши початок першій суперечці про суверенітет.
У 1770 році іспанська військова експедиція була відправлена на острови після того, як влада в Буенос-Айресі дізналася про британську колонію. Зіткнувшись із більшою силою, британці були вигнані з Порт-Егмонта. Колонія була відновлена через рік після британських погроз війни за острови ; Однак у 1774 році економічний тиск, який призвів до війни за незалежність США, змусив Велику Британію вийти з Фолклендів разом із багатьма іншими заморськими поселеннями. Вони залишили табличку, яка стверджувала британський суверенітет над островами. Хоча на островах не було британської адміністрації, британські та американські морські промисли регулярно використовували їх для полювання на тюленів, також брали прісну воду, а також дику худобу, свиней і навіть пінгвінів для провіанту. Китобої також використовували острови, щоб сховатися від негоди Південної Атлантики та отримати свіжі запаси.

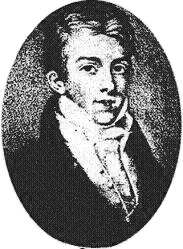
Тимчасовий повірений у справах Великої Британії, сер Вудбайн Періш

Уряд Сполучених провінцій Рівер Плейт спробував контролювати острови через торгівлю, надавши Хорхе Пачеко права на риболовлю та полювання в 1824 році. Партнер Пачеко Луїс Верне заснував фортецю на островах у 1826 році та молоду колонію в 1828 році. Він також відвідував британське консульство в 1826, 1828 і 1829 роках, шукаючи схвалення свого підприємства та британського захисту для свого поселення в разі їхнього повернення на острови.:50 Отримавши запевнення від британського тимчасового повіреного у справах сера Вудбайна Періша, Верне надавав британцям регулярні звіти про хід свого підприємства. Він висловив бажання, щоб у разі повернення англійців на острови британський уряд узяв його поселення під свій захист; Періш належним чином передав це бажання до Лондона.:52У 1829 році він запросив військово-морський корабель у Сполучених провінціях для захисту своєї колонії, але, оскільки його не було, його призначили військовим і цивільним командувачем, що викликало протести британців. Спроби регулювати рибальство та промисел тюленів призвели до конфлікту зі Сполученими Штатами та рейду корабля «Лексінгтон» 1831 року Оскільки в колонії панував безлад, майор Естебан Местів'є отримав завдання створити виправну колонію, але був убитий під час заколоту незабаром після прибуття в 1832 році Протести проти призначення Местів'є не отримали відповіді, тому британці відправили морську ескадру, щоб відновити британське правління.
Після того, як уряд Сполучених провінцій Рівер-Плейт призначив Верне губернатором у 1829 році, Періш протестував у Буенос-Айресі, який просто визнав протест. Британія знову протестувала, коли Верне оголосив про свій намір використовувати виключні права на вилов риби та тюленів на островах. (Подібні протести були отримані від американського представника, який протестував проти обмеження встановлених прав і заявив, що Сполучені Штати не визнають юрисдикцію Сполучених Провінцій над островами.) Протягом цього періоду Верне продовжував надавати регулярні звіти Перішу.:52
Рейд USS Lexington у грудні 1831 року в поєднанні з заявами Сполучених провінцій про суверенітет стали поштовхом для британців встановити військову присутність на островах.

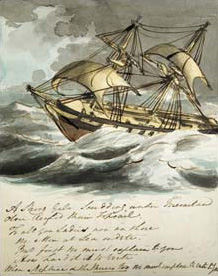
Ескіз брига-шлюпа, ймовірно HMS Clio, зроблений командиром. Вільям Фаррінгтон, c. 1812 рік

2 січня 1833 року капітан Джеймс Онслоу з бригу-шлюпа HMS Кліо прибув до іспанського поселення в Порт-Луї, щоб вимагати заміни аргентинського прапора на британський і щоб аргентинська адміністрація залишила острови. Тоді як аргентинський підполковник. Хосе Марія Пінедо, командир аргентинської шхуни Саранді, хотів чинити опір:90його чисельна невигідність була очевидною, особливо тому, що велика частина його екіпажу складалася з британських найманців, які не бажали воювати зі своїми співвітчизниками. Така ситуація не була чимось незвичайним у нових незалежних державах Латинської Америки, де сухопутні війська були сильними, але флоти часто були досить неукомплектовані. Він словесно протестував:26але пішов без бою 5 січня. Відтоді острови перебували під владою Великої Британії, за винятком Фолклендської війни.
Після повернення в 1833 році британці не намагалися розвивати острови як колонію. Спочатку плани базувалися на тому, що поселенці залишатимуться в Порт-Луї за підтримки щорічного візиту військового корабля. Заступник Верне, Метью Брісбен, повернувся в березні 1833 року на борту морського корабля «Рапід» під час візиту HMS «Бігль». Він взяв на себе відповідальність за врегулювання, і його заохочували сприяти діловим інтересам Верне за умови, що він не намагатиметься закріпити владу аргентинського уряду. Аргентинці стверджували, що населення Пуерто-Луїса було вигнано після повернення британців, але історичні записи показують, що лише чотири члени поселення вирішили залишити.
Після вбивств гаучо в серпні 1833 року Фолклендські острови стали військовим форпостом із кількома мешканцями колонії Верне. Перший британський резидент, лейтенант Сміт, був заснований у 1834 році, і під його керівництвом та ініціативою поселення відновилося та почало процвітати. Командир лейтенанта Сміта не був у захваті від офіцерів Королівського флоту, які займалися заохоченням комерції, і дорікнув Сміту. Сміт пішов у відставку, і наступні жителі дозволили поселенню застоятися.
У 1841 році генерал Росас запропонував відмовитися від будь-яких територіальних претензій Аргентини в обмін на списання боргів банку Barings у лондонському Сіті. Британський уряд вирішив проігнорувати цю пропозицію.
У Британії Закон про реформи 1832 року розширив право голосу на більшу кількість британських громадян, у тому числі на представників вільного купецького класу, які бачили економічні можливості у відкритті ринків у Південній Америці. Британська торгова рада розглядала створення нових колоній і торгівлю з ними як спосіб розширення робочих місць у промисловості. Міністерство закордонних справ і колоній погодилися прийняти Фолкленди як одну з цих колоній, хоча б для того, щоб запобігти колонізації іншими. У травні 1840 року на Фолклендських островах була заснована постійна колонія. Британська колоніальна адміністрація була створена в 1842 році. Це було розширено в 1908 році, коли на додаток до Південної Джорджії, заявленої в 1775 році, і Південних Шетландських островів, заявлених в 1820 році, Велика Британія в односторонньому порядку проголосила суверенітет над більшою частиною антарктичної території на південь від Фолклендів, включаючи Південні Сандвічеві острови, Південні Оркнейські острови. Острови та Землю Грема, об'єднавши їх у залежні території Фолклендських островів.
У 1850 році між Великою Британією та Аргентиною було підписано Арансько-Південний договір, також відомий як Конвенція про врегулювання. Кілька авторів з обох сторін суперечки стверджували, що Аргентина мовчазно відмовилася від своїх вимог, не згадавши про це та припинивши протестувати проти Фолклендів. У період з грудня 1849 по 1941 рік Фолклендські острови не згадувалися в посланнях президента до Конгресу.
Після введення Системи договорів про Антарктику в 1959 році залежність Фолклендських островів була скорочена до Південної Георгії та Південних Сандвічевих островів. Територія на південь від 60-ї паралелі була сформована в нову залежність, Британську антарктичну територію, яка перекриває претензії Аргентини (Аргентинська Антарктида) і Чилі (провінція Антарктика Чилена).
У 1976 році британський уряд замовив дослідження щодо майбутнього Фолклендських островів, яке розглядало здатність островів підтримувати себе та потенціал для економічного розвитку. Керував дослідженням лорд Шеклтон, син дослідника Антарктики Ернеста Шеклтона. Аргентина люто відреагувала на дослідження і відмовила лорду Шеклтону в дозволі на поїздку на острови з Аргентини, що змусило британців надіслати корабель Королівського флоту, щоб доставити його на острови. У відповідь Аргентина розірвала дипломатичні відносини з Великою Британією. Пізніше аргентинське військово-морське судно обстріляло корабель, на борту якого перебував Шеклтон, коли той відвідував могилу свого батька в Південній Джорджії.
У доповіді Шеклтона було виявлено, що всупереч поширеній думці, Фолклендські острови фактично виробляли надлишок завдяки своїй економічній діяльності та не залежали від британської допомоги, щоб вижити. Однак у доповіді наголошується на необхідності політичного врегулювання для досягнення подальшого економічного зростання, зокрема завдяки експлуатації будь-яких природних ресурсів у воді навколо островів.

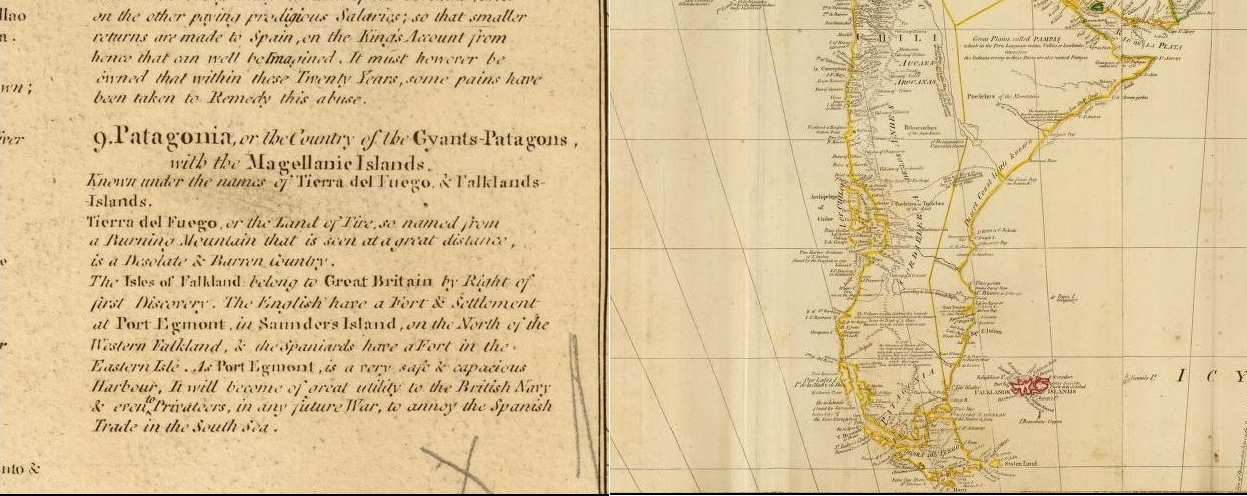
Карта з атласу світу, опублікованого в 1794 році, разом із примітками на полях, що описують суверенітет: Фолклендські острови належали «Великій Британії за правом першого відкриття», британці мали «форт і поселення» на «півночі Західного Фолкленду», тоді як іспанці «мав форт на Східному острові».

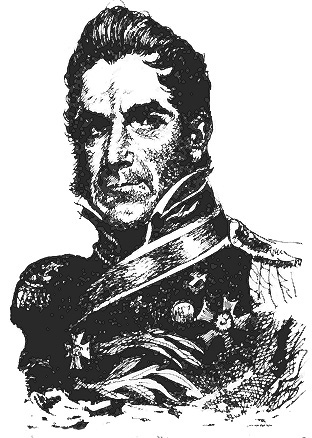
Американський капер, полковник Джеветт

Аргентина проголосила свою незалежність від Іспанії в 1816 році, хоча тоді це не було визнано жодною з великих держав. Велика Британія неофіційно визнала незалежність Аргентини 15 грудня 1823 року як «провінції Буенос-Айрес» і офіційно визнала її 2 лютого 1825 року, але, як і США, не визнавала повний обсяг території, на яку претендувала нова держава.

## Уточнення
1. ↑  The United Kingdom was called the United Kingdom of Great Britain and Ireland until the Royal and Parliamentary Titles Act 1927, following Anglo-Irish Treaty in 1922. The current name United Kingdom of Great Britain and Northern Ireland has been in use since 1927.